# Pulfero
Pulfero (friuli nyelven: Pulfar, szlovénül: Podbonesec) település Olaszországban, Friuli-Venezia Giulia régióban, Udine megyében. Lakosainak száma 833 fő (2023. január 1.). Pulfero San Pietro al Natisone, Savogna, Faedis, Torreano és Kobarid községekkel határos.

## Népesség
A település népességének változása:
| Lakosok száma | 939  | 923  | 833  |
|               | 2017 | 2018 | 2023 |